# Mistrzostwa Europy U-17 w Piłce Nożnej Kobiet 2024 (eliminacje)
Eliminacje do Mistrzostw Europy U-19 w piłce nożnej kobiet rozpoczęły się 2 października 2022. Eliminacje miały na celu wyłonienie siedmiu drużyn, które obok gospodarza, reprezentacji Szwecji zagrają w turnieju finałowym. Piłkarki mające mniej niż 17 lat są dopuszczone do gry.

## Format eliminacji
Eliminacje są podzielone na dwie rundy. W Lidze A znajdują się drużyny wg poprzednich eliminacji lepsze, a w Lidze B - słabsze. Odpowiednie miejsce w danej grupie daje awans do określonej ligi w danej rundzie.
| Runda 1             | Runda 2             | Runda 2            | Turniej główny        |
| ------------------- | ------------------- | ------------------ | --------------------- |
| Liga A (28 drużyn)  | Liga B (24 drużyny) | Liga A (28 drużyn) | (8 drużyn), w Szwecji |
| Liga B (24 drużyny) | Liga B (24 drużyny) | Liga A (28 drużyn) | (8 drużyn), w Szwecji |

## Losowanie grup Rundy 1
Losowanie zostało przeprowadzone dnia 16 czerwca 2023.
Według zasad do jednej grupy nie mogły trafić reprezentacje Białorusi i Ukrainy oraz Armenii i Azerbejdżanu.

### Liga A
Grało tutaj 28 zespołów, które grały w poprzedniej edycji w Lidze A, oraz zespoły, które w zeszłej edycji awansowały z Ligi B. Gwiazdką zaznaczono drużyny, które awansowały do Ligi A.
Uwaga! Szwecja miała zapewnione miejsce w turnieju, niezależnie od wyniku w eliminacjach.
| Koszyk 1                                                                                     |
| -------------------------------------------------------------------------------------------- |
| Hiszpania U-17 Francja U-17 Szwajcaria U-17 Szwecja U-17 Niemcy U-17 Anglia U-17 Polska U-17 |

| Koszyk 2                                                                                      |
| --------------------------------------------------------------------------------------------- |
| Portugalia U-17 Dania U-17 Holandia U-17 Rumunia U-17 Słowenia U-17 Irlandia U-17 Belgia U-17 |

| Koszyk 3                                                                                   |
| ------------------------------------------------------------------------------------------ |
| Czechy U-17 Norwegia U-17 Austria U-17 Włochy U-17 Węgry U-17 Finlandia U-17 Białoruś U-17 |

| Koszyk 4 |
| --- |
| Islandia U-17* Szkocja U-17* Bośnia i Hercegowina U-17* Grecja U-17* Irlandia Północna U-17* Ukraina U-17* Bułgaria U-17* |

### Liga B
Grały tutaj 22 zespoły, które grały w poprzedniej edycji w Lidze B, oraz zespoły, które w zeszłej edycji spadły z Ligi A. Gwiazdką zaznaczono drużyny, które spadły do Ligi B.
| Koszyk 1                                                                           |
| ---------------------------------------------------------------------------------- |
| Chorwacja U-17* Serbia U-17* Walia U-17* Estonia U-17* Słowacja U-17* Kosowo U-17* |

| Koszyk 2                                                                                          |
| ------------------------------------------------------------------------------------------------- |
| Macedonia Północna U-17* Czarnogóra U-17 Wyspy Owcze U-17 Turcja U-17 Izrael U-17 Luksemburg U-17 |

| Koszyk 3 |
| --- |
| Gruzja U-17 Litwa U-17 Azerbejdżan U-17 Łotwa U-17 Albania U-17 Mołdawia U-17 Kazachstan U-17 Armenia U-17 Andora U-17 Malta U-17 |

## Runda 1
W przypadku równej liczby punktów, zespoły są klasyfikowane według następujących zasad.
1. liczba punktów zdobytych w meczach między tymi drużynami,
2. różnica bramek strzelonych w meczach tych drużyn,
3. bramki zdobyte w meczach tych drużyn,
4. bramki na wyjeździe zdobyte w meczach tych drużyn,
5. jeśli więcej niż dwie drużyny miały identyczny dorobek i po zastosowaniu powyższych zasad wciąż co najmniej dwie drużyny mają identyczny dorobek, powyższe zasady stosuje się ponownie tylko dla zainteresowanych drużyn. Jeśli nie da to rozstrzygnięcia i wciąż dwie drużyny będą miały identyczny dorobek stosuje się zasady poniżej,
6. różnica bramek we wszystkich meczach grupowych,
7. liczba strzelonych bramek we wszystkich meczach grupowych,
8. liczba strzelonych bramek we wszystkich meczach wyjazdowych,
9. liczba wygranych meczów w fazie grupowej,
10. liczba wygranych meczów wyjazdowych w fazie grupowej,
11. liczba kar indywidualnych we wszystkich meczach (1 punkt za żółtą kartkę, 3 punkty za czerwoną kartkę (również tę za dwie żółte kartki)),
12. pozycja w rankingu UEFA.

Legenda do tabelek
- Pkt – liczba punktów
- M – liczba meczów
- W – wygrane
- R – remisy
- P – porażki
- Br+ – bramki zdobyte
- Br- – bramki stracone
- +/- – różnica bramek

### Grupa A1
| Reprezentacja             | M | W | R | P | Br+ | Br- | +/- | Pkt. |
| ------------------------- | - | - | - | - | --- | --- | --- | ---- |
| Portugalia U-17           | 3 | 3 | 0 | 0 | 16  | 2   | +14 | 9    |
| Hiszpania U-17            | 3 | 2 | 0 | 1 | 4   | 4   | 0   | 6    |
| Czechy U-17               | 3 | 1 | 0 | 2 | 2   | 5   | -3  | 3    |
| Bośnia i Hercegowina U-17 | 3 | 0 | 0 | 3 | 1   | 12  | -11 | 0    |

### Grupa A2
Wszystkie mecze tej grupy rozgrywane są w Polsce.
| Reprezentacja | M | W | R | P | Br+ | Br- | +/- | Pkt. |
| ------------- | - | - | - | - | --- | --- | --- | ---- |
| Polska U-17   | 3 | 3 | 0 | 0 | 13  | 1   | +12 | 9    |
| Norwegia U-17 | 3 | 2 | 0 | 1 | 4   | 4   | 0   | 6    |
| Islandia U-17 | 3 | 1 | 0 | 2 | 4   | 8   | -4  | 3    |
| Irlandia U-17 | 3 | 0 | 0 | 3 | 2   | 10  | -8  | 0    |

### Grupa A3
Wszystkie mecze tej grupy rozgrywane są we Francji.
| Reprezentacja | M | W | R | P | Br+ | Br- | +/- | Pkt. |
| ------------- | - | - | - | - | --- | --- | --- | ---- |
| Francja U-17  | 3 | 3 | 0 | 0 | 15  | 3   | +12 | 9    |
| Włochy U-17   | 3 | 1 | 1 | 1 | 9   | 6   | +3  | 4    |
| Szkocja U-17  | 3 | 1 | 1 | 1 | 5   | 6   | -1  | 4    |
| Słowenia U-17 | 3 | 0 | 0 | 3 | 1   | 15  | -14 | 0    |

### Grupa A4
Wszystkie mecze tej grupy rozgrywane są w Niemczech.
| Reprezentacja | M | W | R | P | Br+ | Br- | +/- | Pkt. |
| ------------- | - | - | - | - | --- | --- | --- | ---- |
| Austria U-17  | 3 | 3 | 0 | 0 | 13  | 1   | +12 | 9    |
| Niemcy U-17   | 3 | 2 | 0 | 1 | 12  | 4   | +8  | 6    |
| Ukraina U-17  | 3 | 0 | 1 | 2 | 1   | 7   | -6  | 1    |
| Rumunia U-17  | 3 | 0 | 1 | 2 | 1   | 15  | -14 | 1    |

### Grupa A5
Wszystkie mecze tej grupy rozgrywane są w Bułgarii.
| Reprezentacja   | M | W | R | P | Br+ | Br- | +/- | Pkt. |
| --------------- | - | - | - | - | --- | --- | --- | ---- |
| Finlandia U-17  | 3 | 3 | 0 | 0 | 7   | 0   | +7  | 9    |
| Holandia U-17   | 3 | 2 | 0 | 1 | 9   | 3   | +6  | 6    |
| Szwajcaria U-17 | 3 | 1 | 0 | 2 | 2   | 6   | -4  | 3    |
| Bułgaria U-17   | 3 | 0 | 0 | 3 | 2   | 11  | -9  | 0    |

### Grupa A6
| Reprezentacja          | M | W | R | P | Br+ | Br- | +/- | Pkt. |
| ---------------------- | - | - | - | - | --- | --- | --- | ---- |
| Anglia U-17            | 3 | 3 | 0 | 0 | 20  | 0   | +20 | 9    |
| Węgry U-17             | 3 | 2 | 0 | 1 | 3   | 8   | −5  | 6    |
| Belgia U-17            | 3 | 1 | 0 | 2 | 4   | 7   | −3  | 3    |
| Irlandia Północna U-17 | 3 | 0 | 0 | 3 | 0   | 12  | −12 | 0    |

### Grupa A7
| Reprezentacja | M | W | R | P | Br+ | Br- | +/- | Pkt. |
| ------------- | - | - | - | - | --- | --- | --- | ---- |
| Szwecja U-17  | 3 | 3 | 0 | 0 | 8   | 2   | +6  | 9    |
| Dania U-17    | 3 | 2 | 0 | 1 | 11  | 4   | +7  | 6    |
| Grecja U-17   | 3 | 0 | 1 | 2 | 3   | 7   | −4  | 1    |
| Białoruś U-17 | 3 | 0 | 1 | 2 | 2   | 11  | −9  | 1    |

### Grupa B1
Wszystkie mecze tej grupy rozgrywane są w Kosowie.
| Reprezentacja           | M | W | R | P | Br+ | Br- | +/- | Pkt. |
| ----------------------- | - | - | - | - | --- | --- | --- | ---- |
| Kosowo U-17             | 3 | 2 | 1 | 0 | 4   | 1   | +3  | 7    |
| Macedonia Północna U-17 | 3 | 2 | 0 | 1 | 10  | 2   | +8  | 6    |
| Armenia U-17            | 3 | 0 | 2 | 1 | 2   | 6   | -4  | 2    |
| Gruzja U-17             | 3 | 0 | 1 | 2 | 2   | 9   | -7  | 1    |

### Grupa B2
| Reprezentacja | M | W | R | P | Br+ | Br- | +/- | Pkt. |
| ------------- | - | - | - | - | --- | --- | --- | ---- |
| Serbia U-17   | 3 | 3 | 0 | 0 | 18  | 2   | +16 | 9    |
| Izrael U-17   | 3 | 2 | 0 | 1 | 11  | 5   | +6  | 6    |
| Łotwa U-17    | 3 | 1 | 0 | 2 | 5   | 5   | 0   | 3    |
| Andora U-17   | 3 | 0 | 0 | 3 | 0   | 22  | −22 | 0    |

### Grupa B3
Wszystkie mecze tej grupy rozgrywane są w Chorwacji.
| Reprezentacja    | M | W | R | P | Br+ | Br- | +/- | Pkt. |
| ---------------- | - | - | - | - | --- | --- | --- | ---- |
| Chorwacja U-17   | 3 | 3 | 0 | 0 | 19  | 0   | +19 | 9    |
| Malta U-17       | 3 | 2 | 0 | 1 | 6   | 10  | -4  | 6    |
| Luksemburg U-17  | 3 | 1 | 0 | 2 | 2   | 5   | -3  | 3    |
| Azerbejdżan U-17 | 3 | 0 | 0 | 3 | 1   | 13  | -12 | 0    |

### Grupa B4
| Reprezentacja    | M | W | R | P | Br+ | Br- | +/- | Pkt. |
| ---------------- | - | - | - | - | --- | --- | --- | ---- |
| Walia U-17       | 3 | 3 | 0 | 0 | 9   | 0   | +9  | 9    |
| Wyspy Owcze U-17 | 3 | 2 | 0 | 1 | 5   | 7   | −2  | 6    |
| Albania U-17     | 3 | 1 | 0 | 2 | 1   | 5   | −4  | 3    |
| Kazachstan U-17  | 3 | 0 | 0 | 3 | 1   | 4   | −3  | 0    |

### Grupa B5
| Reprezentacja   | M | W | R | P | Br+ | Br- | +/- | Pkt. |
| --------------- | - | - | - | - | --- | --- | --- | ---- |
| Słowacja U-17   | 2 | 2 | 0 | 0 | 7   | 0   | +7  | 6    |
| Czarnogóra U-17 | 2 | 1 | 0 | 1 | 4   | 5   | −1  | 3    |
| Litwa U-17      | 2 | 0 | 0 | 2 | 1   | 7   | −6  | 0    |

### Grupa B6
Wszystkie mecze tej grupy rozgrywane są w Turcji.
| Reprezentacja | M | W | R | P | Br+ | Br- | +/- | Pkt. |
| ------------- | - | - | - | - | --- | --- | --- | ---- |
| Turcja U-17   | 2 | 2 | 0 | 0 | 9   | 3   | +6  | 6    |
| Estonia U-17  | 2 | 0 | 1 | 1 | 4   | 6   | -2  | 1    |
| Mołdawia U-17 | 2 | 0 | 1 | 1 | 5   | 9   | -4  | 1    |

### Klasyfikacja II miejsc Ligi B
W przypadku grup czterodrużynowych nie jest brany pod uwagę wynik z najsłabszą drużyną grupy.
| Gr. | Reprezentacja           | M | W | R | P | Br+ | Br- | +/- | Pkt. |
| --- | ----------------------- | - | - | - | - | --- | --- | --- | ---- |
| B1  | Macedonia Północna U-17 | 2 | 1 | 0 | 1 | 5   | 2   | +3  | 3    |
| B2  | Czarnogóra U-17         | 2 | 1 | 0 | 1 | 4   | 5   | −1  | 3    |
| B4  | Izrael U-17             | 2 | 1 | 0 | 1 | 4   | 5   | −1  | 3    |
| B5  | Wyspy Owcze U-17        | 2 | 1 | 0 | 1 | 3   | 6   | −3  | 3    |
| B3  | Malta U-17              | 2 | 1 | 0 | 1 | 2   | 9   | -7  | 3    |
| B6  | Estonia U-17            | 2 | 0 | 1 | 1 | 4   | 6   | -2  | 1    |

## Runda 2

### Zespoły

#### Liga A
- Anglia U-17
- Austria U-17
- Belgia U-17
- Chorwacja U-17
- Czechy U-17
- Finlandia U-17
- Francja U-17
- Hiszpania U-17
- Holandia U-17
- Islandia U-17
- Kosowo U-17
- Niemcy U-17
- Norwegia U-17
- Polska U-17
- Portugalia U-17
- Słowacja U-17
- Szkocja U-17
- Szwajcaria U-17
- Turcja U-17
- Ukraina U-17
- Włochy U-17

#### Liga B
- Armenia U-17
- Azerbejdżan U-17
- Bośnia i Hercegowina U-17
- Bułgaria U-17
- Estonia U-17
- Gruzja U-17
- Irlandia U-17
- Luksemburg U-17
- Malta U-17
- Mołdawia U-17
- Rumunia U-17
- Słowenia U-17